# ‘Alīābād-e Mardān
‘Alīābād-e Mardān (persiska: ‘Alīābād, اَليابادِ مَران, عَلی آباد, علی آباد مردان, Alīābād-e Marān) är en ort i Iran.   Den ligger i provinsen Kurdistan, i den nordvästra delen av landet, 400 km väster om huvudstaden Teheran. ‘Alīābād-e Mardān ligger 2 241 meter över havet och antalet invånare är 142.
Terrängen runt ‘Alīābād-e Mardān är platt åt sydost, men åt nordväst är den kuperad. Runt ‘Alīābād-e Mardān är det ganska glesbefolkat, med 28 invånare per kvadratkilometer. Närmaste större samhälle är Shālī Shal, 15,1 km sydost om ‘Alīābād-e Mardān. Trakten runt ‘Alīābād-e Mardān består i huvudsak av gräsmarker.